# سانتا سيسيليا
بلدية سانتا سيسيليا (بالإسبانية: Santa Cecilia)‏, هي إحدى بلديات مقاطعة برغش, التي تقع في منطقة قشتالة وليون, والتي تقع في شمال غرب إسبانيا.
يبلغ عدد سكانها 124 نسمة وفقاً لإحصائية سنة (2002).